# Акисимо
Акисимо — японский эсминец типа «Югумо».
Название в переводе с японского «Осенняя изморозь».

## История службы
Эсминец «Акисимо» заложен на верфи «Фудзинагата», в городе Осака. Спущен 5 декабря 1943 года, вошёл в строй 11 марта 1944 года. Участвовал в сражениях у Марианских островов и Филиппин. 23-26 октября 1944 г. - битва в заливе Лейте (Battle of Leyte Gulf). 23 октября экипаж «Акисимо» спас 769 человек с потопленного крейсера «Майя». 24-го он сопровождал тяжёлый крейсер «Мёко». На следующий день получил незначительные повреждения в результате столкновения с подбитым «Шимакадзе». 26 октября экипаж «Акисимо» спас 328 человек с потопленного крейсера «Ноширо».
13 ноября 1944 года «Акисимо» был потоплен у Манилы американской авиацией с TF38 в точке 14°35′ с. ш. 120°55′ в. д..